# Petrea
- Commons
- Wikispecies

Petrea L. é um género botânico pertencente à família Verbenaceae.

## Espécies
- Petrea blanchetiana Schauer
- Petrea bracteata Steud.
- Petrea denticulata Schrad.
- Petrea insignis Schauer
- Petrea macrostachya Benth.
- Petrea pubescens Turcz.
- Petrea racemosa Nees. & Mart.
- Petrea rugosa Kunth
- Petrea subserrata Cham.
- Petrea vincentina Turcz.
- Petrea volubilis L.
- «Lista completa»

## Classificação do gênero
| Sistema | Classificação                        | Referência               |
| ------- | ------------------------------------ | ------------------------ |
| Linné   | Classe Didynamia, ordem Angiospermia | Species plantarum (1753) |